# Socha svatého Václava (Ústí nad Orlicí)
Pozdně barokní pískovcová socha svatého Václava od neznámého autora z roku 1762 se nalézá u podchodu na křížovatce ulic M. R. Štefánika a Moravské v okresním městě Ústí nad Orlicí. Socha je od roku 1958 chráněna jako nemovitá kulturní památka ČR.

## Historie
Pískovcová socha svatého Václava byla původně odhalena roku 1762 na hlavním, dnešním Mírovém náměstí. V 60. letech minulého století byla při rekonstrukci náměstí odstraněna a přemístěna do tzv. lapidária na starý hřbitov u kostela Nanebevzetí Panny Marie. Na současné místo byla po nákladném restaurování umístěna v roce 2007. 

## Popis
Na zeleném prostranství u podchodu stojí na dvou pískovcových schodech nízký, nahoře okosený hranolový podstavec. Na podstavci stojí pilíř ozdobený po stranách volutami a zakončený nahoře vzhůru obloukovitě vzepjatou profilovanou římsou.
Na čelní straně pilíře je umístěna plastická kartuše s vytesaným latinským nápisem: „SANCTE WENCESLAE / DEFENSOR REGNI BOEMIAE / NOS AB HOSTE PROTEGE / ATOVE CLIENTVM PRECES DEO / PORRIGE“. Na zadní straně pilíře je další latinský nápis s vročením: „PRO GLORIA DEI NECNON HONORE / DIVI PATRONI REGNI WENCESLAO / SICHRA CIVE AVSTENSI / HAEC STATVA PROPRIIS EXPENSIS / EXSTAT ERECTA / 1762. D“.
Na římse stojí na nízkém profilovaném podstavci socha svatého Václava v životní velikosti s knížecí korunou na hlavě, opírajícího se o žerď praporu a v levici držícího maršálskou hůl.

## Galerie

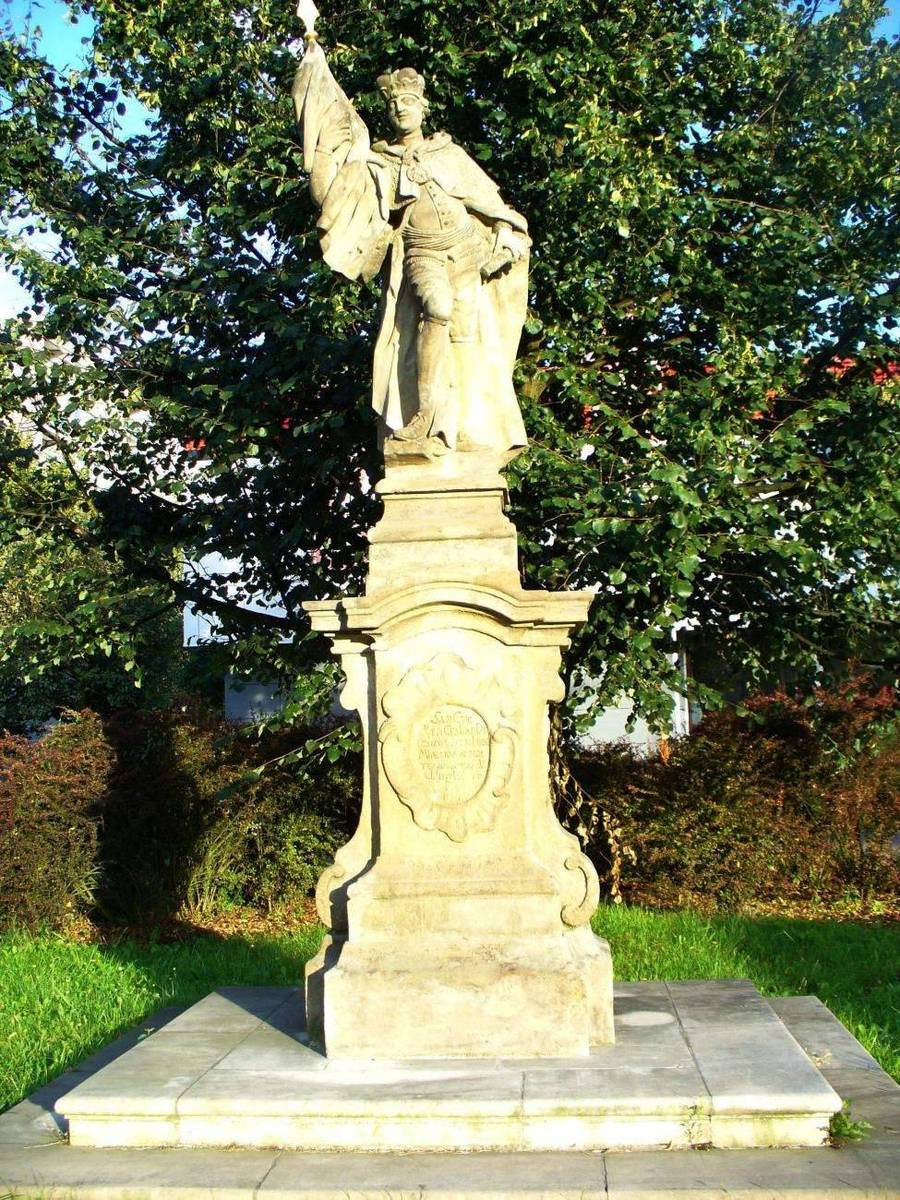
socha svatého Václava v Ústí nad Orlicí
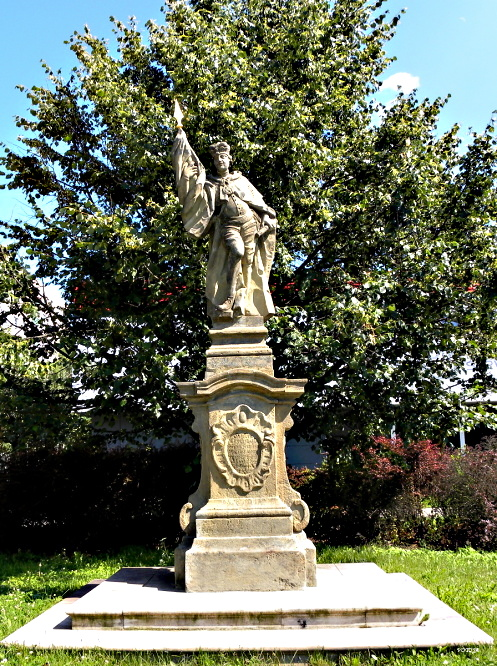
socha svatého Václava v Ústí nad Orlicí